# Virginia Gutiérrez
Virginia Gutiérrez Rodríguez (Gómez Palacio, 27 de noviembre de 1928) es una primera actriz mexicana de cine, teatro y televisión.

## Biografía y carrera
Hija de Antonio Gutiérrez Sánchez, piloto de aviación; y María de Jesús Rodríguez, pianista. Virginia nació en Gómez Palacio, Durango, pero desde muy pequeña su familia se radicó en Torreón, Coahuila.
Al crecer se mudó a la Ciudad de México y estudió actuación en el INBA teniendo como profesores a Clementina Otero de Barrios, Fernando Wagner, Salvador Novo, André Moreau y Fernando Torres Lapham. Su debut como actriz fue en 1950 en la puesta en escena de Montserrat. Intervino en otras obras de teatro como La mala semilla, Tres hermanas y La muralla china, entre otras. En cine ha participado en cintas como Los tres farsantes, Los recuerdos del porvenir, Vieja moralidad y Yerma. 
Fue una de las pioneras de la televisión en México, participando en una de las primeras telenovelas que se hicieron: Abismos de amor en 1961 al lado de Luis Beristáin. Desde entonces participó en una gran cantidad de telenovelas entre las cuales se encuentran: Dicha robada, Cynthia, Aquí está Felipe Reyes, La señora joven, Ha llegado una intrusa, Soledad, María Mercedes, Huracán y La otra.
Después de esta última comienza un semi-retiro de la actuación apareciendo esporádicamente en programas de televisión como Bajo el mismo techo en 2005 y La rosa de Guadalupe en 2012.

### Vida personal
Virginia Gutiérrez contrajo matrimonio en septiembre de 1952 con el también actor Luis Gimeno, ambos son considerados como una de las parejas más sólidas del ambiente artístico, con más de 65 años de matrimonio, y cinco hijos: Luis (comandante), Virginia (también actriz), Paula (diseñadora gráfica), Daniel (ingeniero) y Víctor (administrador); además de 14 nietos y 4 bisnietos. En febrero de 2012 toda la familia se reunió para celebrar los 85 años del actor.[cita requerida]

## Filmografía

### Telenovelas
- Destilando amor (2007) .... Altagracia de Trejo
- Barrera de amor (2005-2006) .... Cleotilde Ramos
- La otra (2002) .... Esperanza
- El precio de tu amor (2000-2001) .... Rosario "La Chata"
- El privilegio de amar (1998-1999) .... Sor Bernardina
- Huracán (1997-1998) .... Madre Brígida
- Luz Clarita (1996-1997) .... Carmela
- Bajo un mismo rostro (1995) .... Esther de Zurbarán
- María Mercedes (1992-1993) .... Doña Blanca Sáenz
- Principessa (1984-1986)
- Chispita (1982-1983
- Vanessa (1982) .... Magda
- Soledad (1980-1981) .... Carolina Pertierra
- J. J. Juez (1979-1980) .... Marga
- El cielo es para todos (1979)
- Ladronzuela (1977-1978)
- Rina (1977) .... Rosario
- Ha llegado una intrusa (1974-1975) .... Virginia Moreno
- La señora joven (1972-1973) .... Aurorita
- Aquí está Felipe Reyes (1972)
- Aventura (1970)
- La familia (1969)
- Lo que no fue (1969) .... Isabel
- Cynthia (1968)
- Dicha robada (1967)
- Incertidumbre (1967)
- Obsesión (1967)
- La sombra del pecado (1966)
- Vértigo (1966)
- Destino (1963)
- Abismos de amor (1961)
- La insaciable (1961)

### Series de TV
- La rosa de Guadalupe (2008-2014) .... Dominga/Emilia/Rosalía/Chata/Martha
- Bajo el mismo techo (2005) .... Carmela (episodio "Viejos los Cerros")
- Mujer, casos de la vida real (1995-2003) (nueve episodios)

### Películas
- Yerma (1998) .... Acompañante rezos
- Luquita (1988)
- Vieja moralidad (1988) .... Remedios
- Lo veo y no lo creo (1977)
- El primer paso... de la mujer (1974)
- Los recuerdos del porvenir (1969)
- Los tres farsantes (1965) .... Norma
- Las troyanas (1963)

## Teatro
- El prisionero de la segunda avenida, (1994) de Neil Simon.[1]
- Los desfiguros de mi corazón, (1992) de Sergio Fernández.[2]
- El vestidor, (1990/91) de Ronald Hardwood.[3]
- El candidato de Dios, (1989) de Luis G. Basurto.[4]
- El gesticulador, (1983) de Rodolfo Usigli.[5]
- Moctezuma II, (1982/1983) De Sergio Magaña.[6]
- Crimen y castigo, (1982) de Fiódor Dostoyevski.[7]
- Las columnas de la sociedad, (1981) de Henrik Ibsen.[8]
- ¡Ah, Soledad!, (1980) De Eugene O'Neill.[9]
- La muralla china, (1980) de Max Frisch.[10]
- Ricardo III, (1979/1980) de William Shakespeare.[11]
- Las mujeres sabias, (1979) de Moliere.[12]
- Que formidable burdel, (1979) de Eugene Ionesco.[13]
- El día que se soltaron los leones, (1978) de Emilio Carballido.[14]
- La resistible ascensión de Arturo Ui, (1978) de Bertolt Brecht.[15]
- La casa de los corazones rotos, (1977) de George Bernard Shaw.[16]
- Las tres hermanas, (1977) de Anton Chéjov.[17]
- Luces de bohemia, (1977) de Ramón María del Valle Inclán.[18]
- El padre, (1973) de Strindberg.[19]
- Noches de angustia, (1972) de Lucille Fletcher.[20]
- El profanador, (1972) de Thierry Maulnier.[21]
- La mala semilla, (1970) de Maxwell Anderson.[22]
- Lodo y armiño, (1969) de Álvaro Puga y Fisher.[23]
- Sabes que no te puedo escuchar bien..., (1968) de Robert Anderson.[24]
- Un joven drama, (1966) de Fernando Sánchez Mayans.[25]
- El hilo rojo, (1965) de Henry Denker.[26]
- Romulo Magno, (1965) de Friedrich Dürrenmatt.[27]
- Yerma, (1965) de Federico García Lorca.[28]
- El gran teatro del mundo, (1964) de Pedro Calderón de la Barca.[29]
- Los físicos, (1964) de Friedrich Dürrenmatt.[30]
- Maria Tudor, (1964) de Victor Hugo.[31]
- Corazón arrebatado, (1963) de John Patrick.[32]
- Fuenteovejuna, (1963) de Félix Lope de Vega y Carpio.[33]
- La casa de Bernarda Alba, (1963) de Federico García Lorca.[34]
- Las alas del pez, (1963) de Fernando Sánchez Mayans.[35]
- Intimas enemigas, (1962) de Luis G. Basurto.[36]
- Juego de reinas, (1962) de Hermann Gressieker.[37]
- Extraño equipaje, (1961) de Maruja Gil Quezada.[38]
- Espartaco, una cruz para cada hombre, (1961) de Juan Miguel de Mora.[39]
- Las alas del pez, (1960) de Fernando Sánchez Mayans.[40]
- La dama boba, (1960) de Félix Lope de Vega y Carpio.[41]
- La ratonera, (1960) de Agatha Christie.[42]
- Recámara en condominio, (1959) de Rafael C. Bertrand.[43]
- Iglú, (1959) de Mark Reed.[44]
- Los empeños de una casa, (1959) de Sor Juana Inés de la Cruz.[45]
- Mi marido duerme hoy en casa, (1958) de Abel Santa Cruz.[46]
- El canto de los grillos, (1958) de Juan García Ponce.[47]
- Maria Tudor, (1958) de Victor Hugo.[48]
- Hipólito, (1957) de Euripides.[49]
- La heridad luminosa, (1956) de José María de Sagarra.[50]
- Escándalo nocturno, (1956) de Marc Gilbert Sauvajon.[51]
- Después nada, (1955) de Carlos Ancira.[52]
- Proceso a los inocentes, (1955) de Carlos Terron.[53]
- Los años de prueba, (1954) de María Luisa Algarra.[54]
- Botica modelo, (1954) de Luisa Josefina Hernández.[55]
- Trece a la mesa, (1954) de Marc Gilbert Sauvajon.[56]
- La plaza de Berkeley, (1953) de John L. Balderston.[57]
- Casandra, (1953) de María Luisa Algarra.[58]
- Las mocedades del Cid, (1953) de Guillen de Castro.[59]
- Mi cuarto a espadas, (1952) de Aquiles Elorduy.[60]
- Los signos del zodiaco, (1951) de Sergio Magaña.[61]
- Los empeños de una casa, (1951) de Sor Juana Inés de la Cruz.[62]
- Montserrat, (1950) de Emmanuel Robles.[63]